# 关学曾
关学曾（1922年8月1日—2006年9月27日），本名关士清，曾用名关宽升，男，满族，瓜尔佳氏，中国北京琴书演员，第四届中国曲艺牡丹奖终身成就奖得主。

## 家庭
兒子 關少曾 为中国演员
孙女关晓彤为中国演员、歌手。